# Fernand Taillantou
Ne doit pas être confondu avec Pierre Taillantou.

a Compétitions nationales et continentales officielles uniquement.

b Matchs officiels uniquement.
Fernand Taillantou (17 février 1905 - 9 janvier 1988) est un joueur français de rugby à XV, ayant notamment évolué avec la Section paloise et l'équipe de France, dont il est le 257e international. Son prénom d'état civil était Jean.
Boucher aux halles de Pau, Fernand Taillantou était un ailier de classe internationale, alliant vitesse, puissance et défense infranchissable. Il est l'auteur, en finale à Toulouse face à Quillan en 1928, de l'essai décisif qui allait faire de la Section Paloise un champion de France. L'autre étant marqué par François Récaborde, pour une victoire sur le score de 6-4. Taillantou était un joueur puissant doté d'une musculature d'athlète, lui permettant de maitriser un cheval fou lors d'un jour de marché.
Évoluant au poste d'ailier, il jouait au centre lors du drame de la mort de Michel Pradié. Pradié meurt à la suite d'un plaquage le 4 mai 1930, lors d'une demi-finale du championnat de France de rugby à XV 1929-1930 ,. Taillantou a été condamné à 3 mois de prison avec sursis et 200 francs d'amende.

## Carrière en club

### Boxe
Fernand Taillantou découvre le rugby à XV sur le tard, puisqu'il est avant tout un boxeur évoluant sous les ordres de M. Péguilhan, le père de Charles Péguilhan.
Taillantou devient Champion du comité Béarn-Bigorre de la discipline à l'âge de 16 ans.
Faute de moyens, il ne peut financer la suite de sa carrière dans ce sport.

### Les débuts à la Section
Taillantou vient au rugby par hasard en croisant un joueur de la Section paloise se rendant à la gare pour un match au Havre. Taillantou se dit que le sport pourrait lui convenir et satisfaire ses envies de voyage.
Taillantou démarre en équipe quatre au poste de pilier, mais évolue rapidement vers l'aile et intègre l'équipe première de la Section paloise.

### Militaire au TOEC
Taillantou effectue ensuite son service militaire au régiment des 2e Aérostiers de Toulouse. C'est ainsi qu'il décroche le titre de Champion de France militaire en 1924 et 1925.
Durant les deux années de son service militaire, Fernand Taillantou évolue en parallèle au TOEC.

### Consécration avec la Section paloise

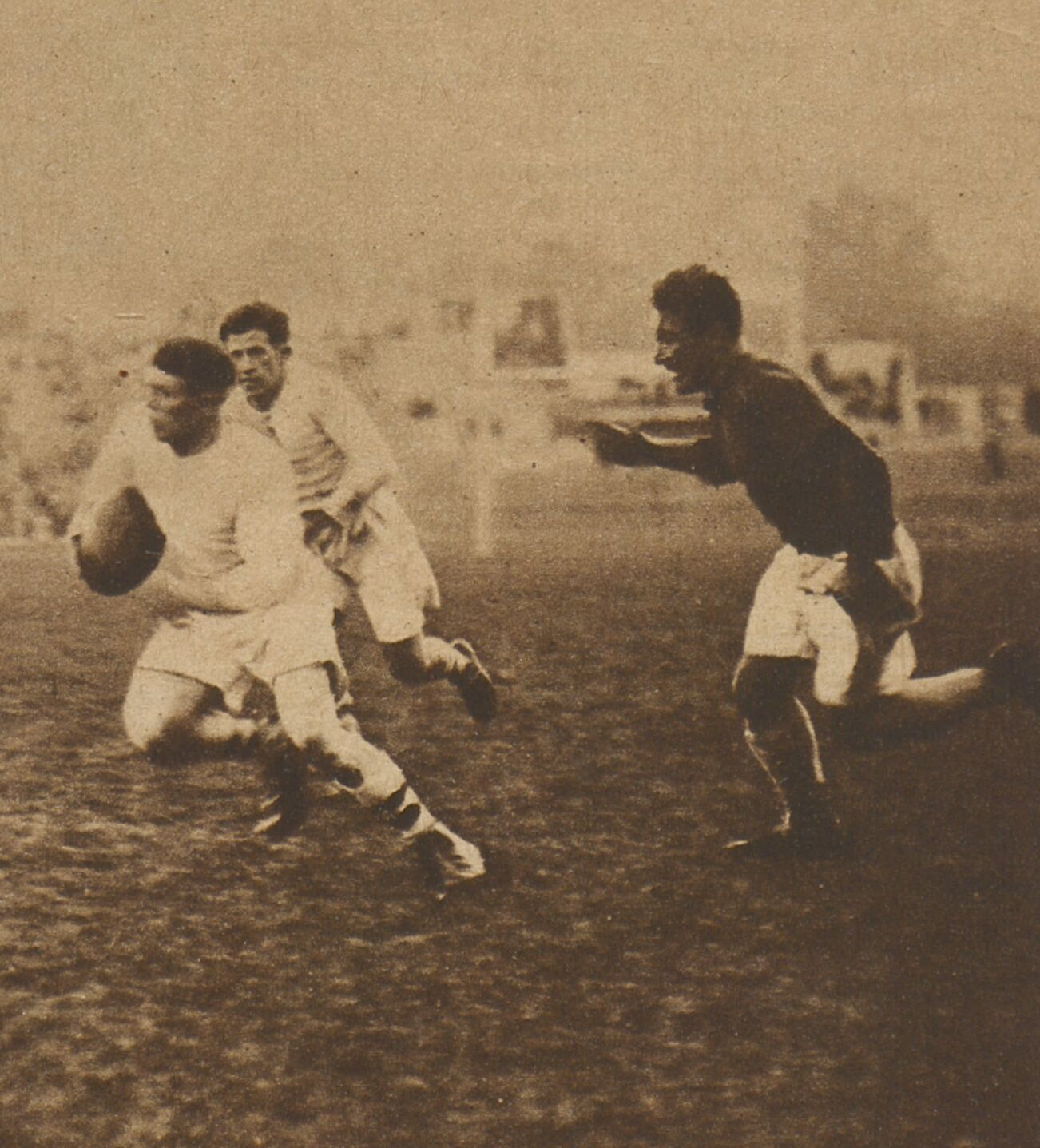
Taillantou durant Section Racing en championnat de France 1928-29

Taillantou effectue son grand retour à la Section paloise en 1926. 
En décembre 1926, les All Blacks effectuent une tournée en Europe (en) et reviennent à la Croix du Prince affronter une sélection de Gascogne, composée de joueurs d'Armagnac-Bigorre-Béarn. Cette sélection, menée par la légende de la Section François Recaborde, arbore des maillots blancs bordés de rouge.
Les Maoris sont reçus en grande pompe au Palais d'Hiver, le match suscitant un fort intérêt en Béarn du fait de la présence de joueurs locaux : Robert Sarrade, Albert Cazenave, Édouard Réchède, François Récaborde mais aussi de Maixent Piquemal, le jeune arrière prometteur du Stadoceste tarbais. Les Maoris s'imposent 11 points (3 essais, 1 but) à 6 (1 essai et 1 but sur coup franc).
Taillantou est sacré champion de France en 1928, en compagnie d'Albert Cazenave, Georges Caussarieu, David Aguilar, Robert Sarrade et l'inévitable François Récaborde.

## Carrière internationale
Il a été sélectionné trois fois pour le XV de France, pendant l'année 1930, disputant deux matches du Tournoi des Cinq Nations 1930.
Son premier test a eu lieu le 25 janvier, lors du premier match à l'extérieur de la France du Tournoi, à l'occasion d'une victoire face à l'Irlande à Belfast, au stade de Ravenhill,. Sa défense face à Jack Arigho, qui était considéré comme le meilleur trois-quarts aile du monde, entra dans la légende. Enfin, il offre un essai au quillanais Eugène Ribère lors de cette victoire sur le score de 5-0.
Taillantou affronte ensuite l'Angleterre à Stade de Twickenham, l'Allemagne au Stade de Colombes pour une victoire 31-0, match au cours duquel il marqua trois essais.
Son dernier test était un autre match du Tournoi des Cinq Nations, une défaite contre le pays de Galles à domicile à Colombes le 21 avril.

## Galerie

Fernand Taillantou
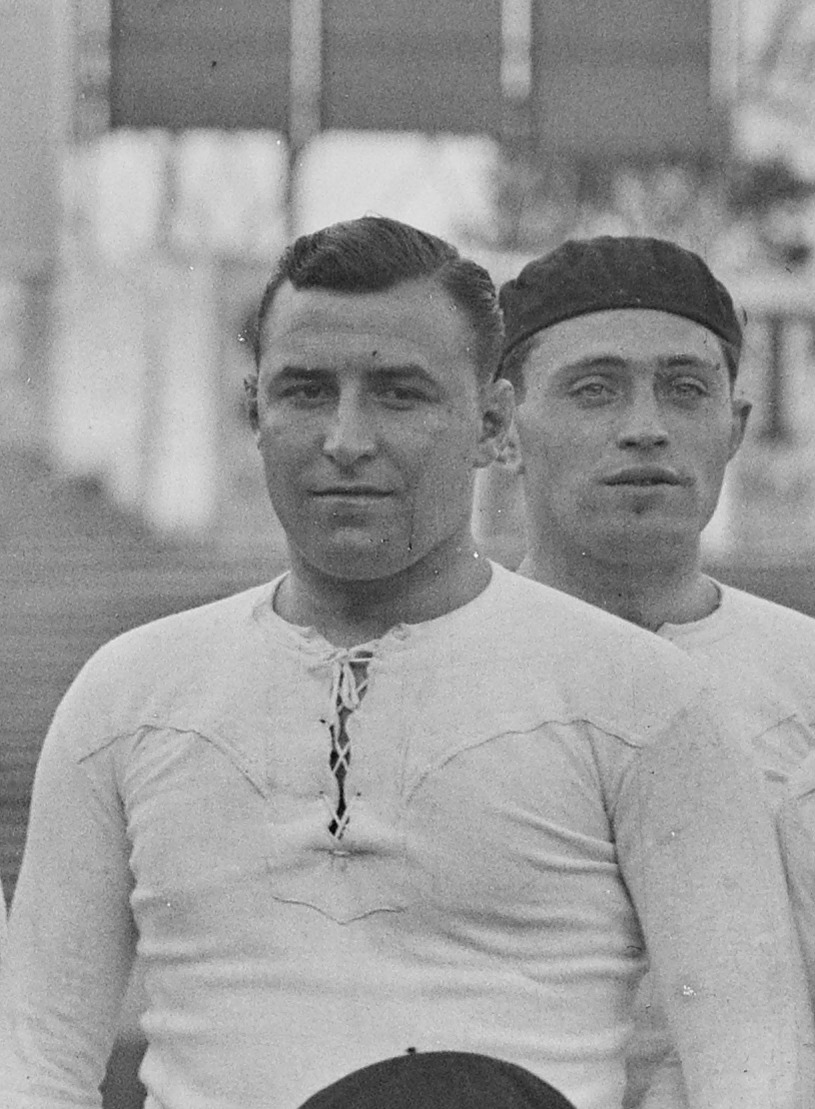
Jean Bergalet en 1928, avec Fernand Taillantou au second plan. Photo de l'équipe première de la Section paloise prise par l'Agence Rol au Stade de Colombes le 07-10-28
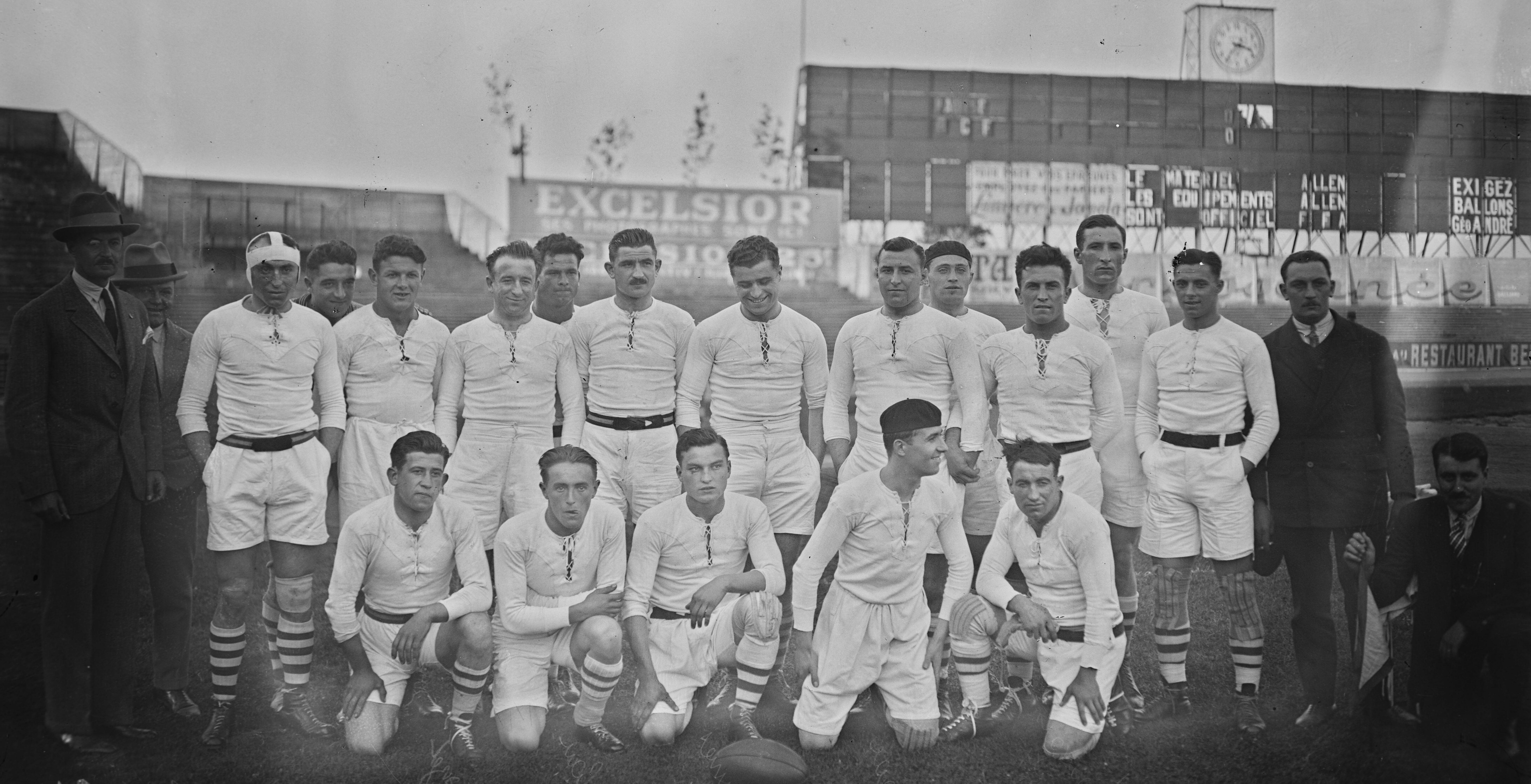
Taillantou, debout et 4e à droite, au stade de Colombes avec la Section paloise, le 7 octobre 1928.
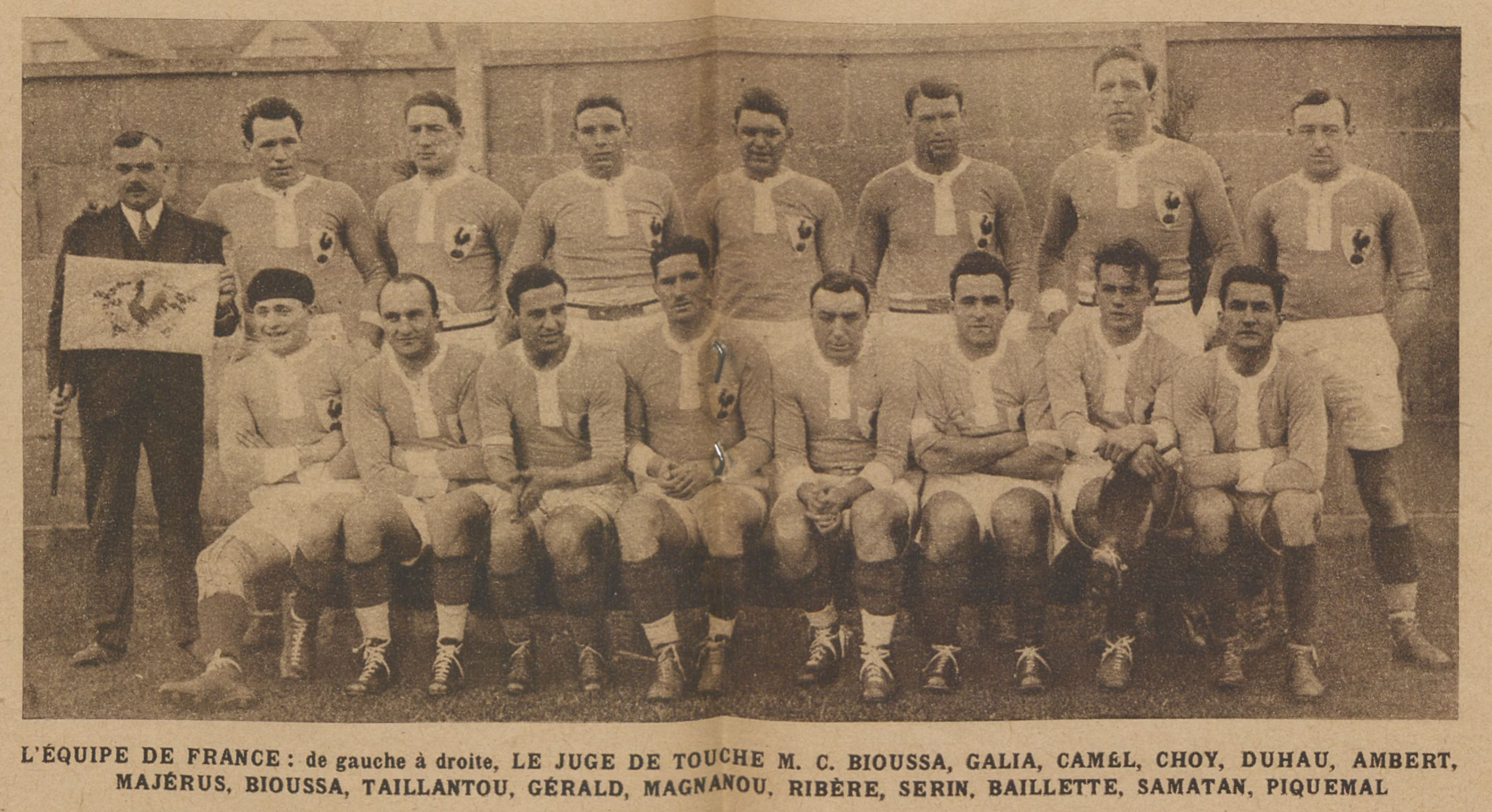
Clovis Bioussa, Jean Galia, Marcel Camel, Joseph Choy, Jean Duhau, Albert Ambert,Richard Majérus, Fernand Taillantou, Georges Gérald, Christian Magnanou, Eugène Ribère, Lucien Serin, Marcel Baillette, Robert Samatan, Maixent Piquemal
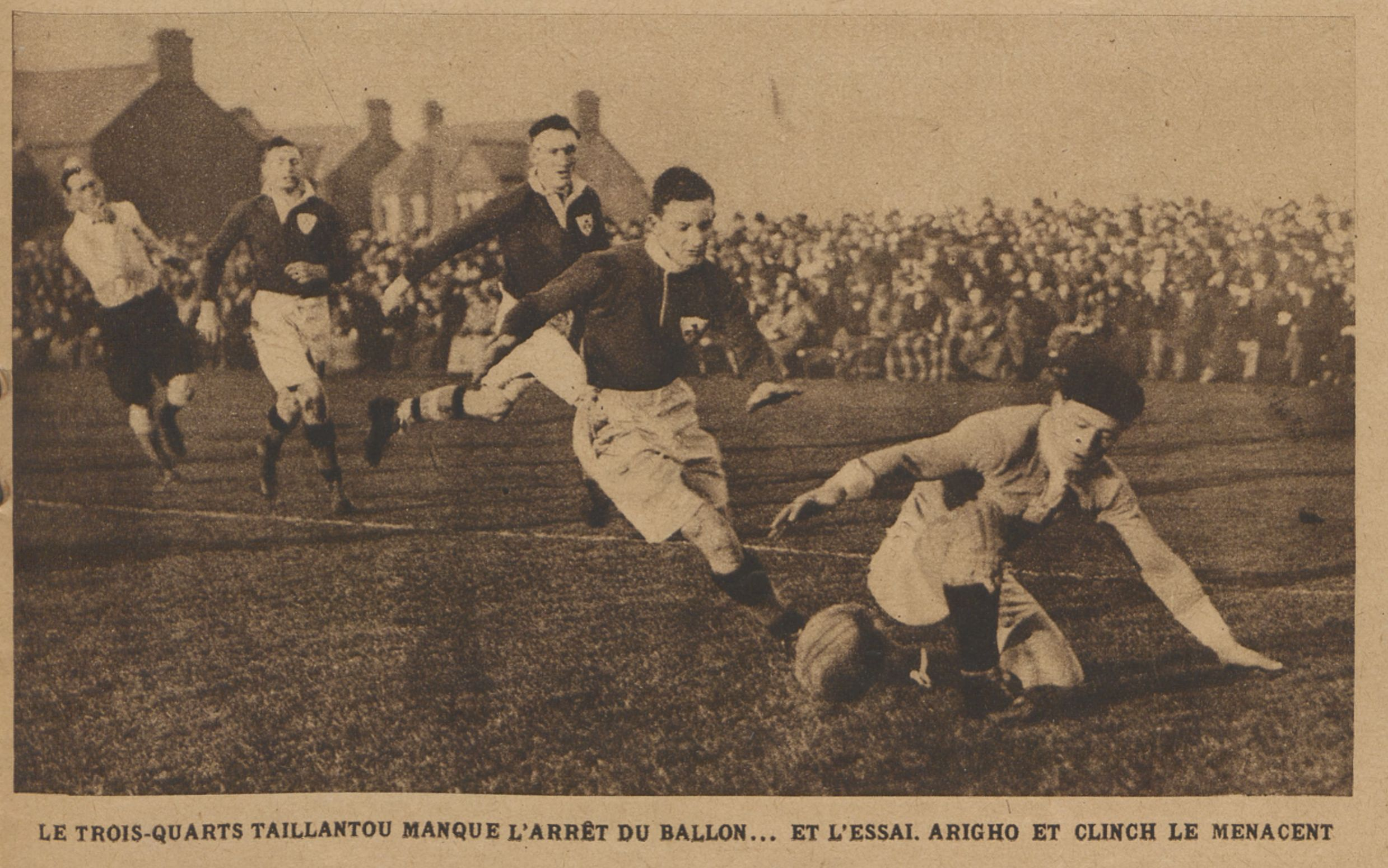
Taillantou au Ravenhill Stadium en 1930 face à l'Irlande.

## Affaire Michel Pradié

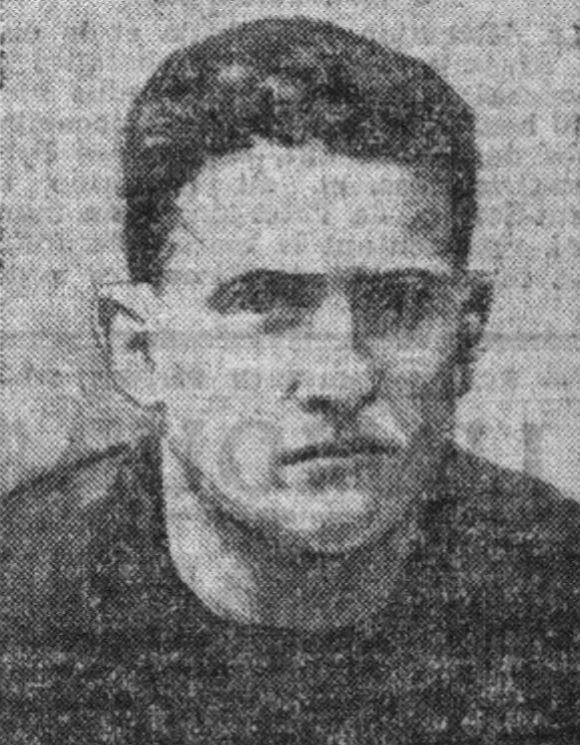
Michel Pradié

Le 4 mai 1930, la Section paloise affronte le SU Agen au Parc des Sports de Bordeaux, en demi-finale du championnat de France de rugby à XV 1929-1930 ,.
Taillantou se rend coupable d'un plaquage à retardement lors de la demi-finale du championnat de France de 1930 sur l'ailier d'Agen, Michel Pradié. Pradié, âgé de 18 ans, décède dans la soirée des suites de ses blessures à la colonne vertébrale subies . René Crabos, présent au match, relate l'incident.
Le décès de Pradié déclenche une polémique nationale, et la défense de Taillantou est assurée par Henry Torrès.
La Section paloise déplore le décès de Pradié et prend la défense de Taillantou dans les colonnes de Midi olympique, arguant du fait que le match entier fut particulièrement âpre.
Accusé d'homicide involontaire, Taillantou a été jugé à Bordeaux dans une affaire qui a généré un vif intérêt dans toute la France. Les procédures judiciaires débordaient de monde et la polémique a même soulevé des questions au parlement français,. Au total, ce sont 30 personnes qui défilèrent à la barre, faisant état de témoignages selon lesquels Pradié n'avait plus le ballon lorsque Taillantou l'a plaqué, et que l'ailier palois avait « essayé de ramener la tête de Pradie sur ses jambes ». L'arbitre du match Henry Lahitte, a estimé quant à lui qu'il y eut concomitance de deux gestes : le coup de pied en touche donné par Pradié et le « plaquage » par Taillantou. L'arbitre estima par ailleurs que Taillantou, fonçant sur son adversaire, alors en possession du ballon, n'a pas eu le temps d'arrêter son élan.
D'après l'arbitre, le placage était régulier, raison pour laquelle le jeu ne fut pas interrompu. Quant à ce qui se passa à terre quand les deux hommes furent tombés, il ne saurait le dire, occupé qu'il était à suivre les péripéties du match.
Au cours du procès, sa défense était composée de trois anciens joueurs de rugby français.
En janvier 1931, Taillantou a été reconnu coupable d'homicide involontaire, et d'avoir causé la mort de Pradié par « des tacles violents et déraisonnables » et en exerçant « une pression vigoureuse sur le cou de son adversaire ». Il a été exprimé que Taillantou n'avait pas modéré ses mouvements et que le tacle avait été suffisamment violent pour disloquer le cou de Pradié. Le juge a ainsi condamné Taillantou à trois mois de prison avec sursis et une amende de 200 francs, en plus des frais de justice.
Taillantou fut profondément affecté par ces évènement et abandonna le rugby. Il a dit que son poids avait chuté de 12 livres cet été là à cause du chagrin et de l'inquiétude.
Couplé à la mort trois ans plus tôt du talonneur Gaston Rivière de l'US Quillan, une phrase a été inventée par Paul Voivenel, « rugby de muerte » (rugby de la mort), pour désigner cette ère du rugby en France.

### Courte reprise de sa carrière
Taillantou ne reprend le rugby en équipe réserve à la Section qu'en octobre 1934, jusqu'en janvier 1937. En effet, c'est à cette date qu'il doit mettre un terme à sa carrière en raison d'une double fracture de la jambe le 31 janvier 1937.

### Après carrière
Après sa carrière de joueur, Taillantou part pour le Maroc. Il retourne cependant en Béarn, chassé par le séisme de 1960 à Agadir, où il perdit pratiquement tout et redevint boucher.